# Barry Lyndon
Barry Lyndon è un film del 1975 scritto, diretto e prodotto da Stanley Kubrick.
Si tratta di un film storico che trae il proprio soggetto dal romanzo Le memorie di Barry Lyndon di William Makepeace Thackeray.
Nonostante all'uscita nelle sale non abbia prodotto incassi cospicui, Barry Lyndon è oggi considerato uno dei migliori film di Kubrick e una fra le più importanti opere cinematografiche di tutti i tempi. Per creare un'opera il più possibile realistica, Kubrick trasse ispirazione dai più famosi paesaggisti del XVIII secolo per scegliere le ambientazioni dei set. Le riprese vennero effettuate nel Regno Unito, Irlanda e Germania.
Le scene e i costumi vennero ricavati da quadri, stampe e disegni d'epoca; grazie a questa attenzione ai dettagli, il film ottenne i premi Oscar alla migliore fotografia (John Alcott), alla migliore scenografia (Ken Adam) e ai migliori costumi (Milena Canonero e Ulla-Britt Soderlund) nel 1976. Le riprese vennero invece eseguite con l'ausilio della sola luce naturale o, tutt'al più, delle candele e delle lampade a olio per le riprese notturne. Questa scelta implicò l'utilizzo di lenti rivoluzionarie, studiate dalla Zeiss per la NASA (come lo Zeiss Planar 50mm f/0.7, uno degli obiettivi più luminosi mai realizzati nella storia della fotografia), e di nuove macchine da presa messe a punto dalla Panavision.
Nel Regno Unito e negli Stati Uniti d'America, il film uscì il 18 dicembre 1975, mentre in Italia il 1º gennaio 1976.

## Trama
Il film si divide in:
- Parte I: Con quali mezzi Redmond Barry acquisì lo stile e il titolo di Barry Lyndon
- Parte II: Resoconto delle sventure e dei disastri che accaddero a Barry Lyndon

Tra le due parti è presente un breve intervallo, con 40 secondi di schermo nero.

### Parte I:Con quali mezzi Redmond Barry acquisì lo stile e il titolo di Barry Lyndon
In un piccolo villaggio irlandese, il giovane Redmond Barry, figlio unico di madre vedova, scapestrato e di bell'aspetto ma con pochi soldi in tasca, s'innamora della cugina, la bella e frivola Nora Brady. Nel villaggio, qualche settimana più tardi, si ferma un reggimento militare della Gran Bretagna, che sta reclutando truppe per la guerra dei sette anni. Durante la sosta, Nora conosce uno degli uomini di stanza, il capitano John Quin, con cui avvia una relazione, e i fratelli di lei, consapevoli che l'ufficiale ha un'ampia disponibilità economica, cercano di distoglierla da Redmond e di spingerla verso l'ufficiale. 
Quando Redmond ne viene a conoscenza, cerca con tutte le sue forze di porsi tra i due promessi sposi e, il giorno del fidanzamento ufficiale, irrompe durante il pranzo e offende Quin in pubblico gettandogli in faccia un bicchiere di vino anziché brindare alla coppia. A causa di tale oltraggio, il capitano inglese decide di sfidarlo a duello: Redmond ferisce a morte il rivale con un colpo di pistola e il giorno stesso, dietro consiglio di uno dei due fratelli di Nora, che era giudice del duello, fugge verso Dublino per non essere catturato e condannato per omicidio. 
Barry quindi si allontana dal villaggio in groppa a un cavallo, con in tasca venti ghinee d'oro donategli dalla madre. Lungo la strada per Dublino, mentre attraversa un bosco, Barry viene bloccato da due briganti, che lo derubano di tutti i suoi averi, compreso il cavallo. Squattrinato e appiedato, giunge in un piccolo villaggio dove un ufficiale sta arruolando uomini per l'esercito britannico. Disperato per aver perso tutto e senza altre prospettive, Barry si arruola nell'esercito. La sua inadeguatezza alla vita militare emerge subito: una mattina, al momento del rancio, Barry chiede che gli venga sostituito il boccale poiché sporco di grasso, suscitando così il sarcasmo dei commilitoni. Uno in particolare, il corpulento Toole, lo prende in giro davanti a tutti. Barry non ci sta e, dietro consiglio di un altro commilitone, risponde per le rime facendo riferimento al malo modo in cui Toole viene trattato dalla moglie. Per decidere chi ha ragione si organizza un combattimento di pugilato, da cui, anche questa volta, l'irlandese esce vincitore.
Dopo questa affermazione, Barry ottiene la fiducia dei suoi superiori e viene spedito in battaglia in prima linea. L'esercito si trasferisce in territorio tedesco, dove si sta svolgendo uno scontro decisivo tra le truppe francesi e quelle inglesi. Un giorno, Redmond viene informato dal capitano del suo battaglione, il suo vecchio amico Grogan, già padrino del fatale duello, che il capitano Quin è in realtà ancora vivo; la pistola di Barry era stata infatti modifcata in modo che sparasse un tampone di stoppa dai familiari di Nora, i quali non volevano perdere l'opportunità di imparentarsi con Quin, che con i suoi averi rappresentava una notevole sicurezza economica, quindi Nora ha sposato il rivale in amore del povero Redmond.
Doppiamente beffato, il giorno dopo Barry partecipa con il suo reparto a una sanguinosa battaglia e vede morire, sotto i suoi occhi, Grogan stesso. A questo punto, orfano del suo unico protettore, matura la volontà di disertare per fuggire dalla guerra, che lo condurebbe con molta probabilità alla morte. L'occasione gli capita quando vede due ufficiali omosessuali intenti a dialogare sul loro amore e sui loro incarichi mentre fanno il bagno in un fiume. A uno dei due è stata affidata la delicata missione di recapitare un messaggio al principe Enrico di Prussia, che si trova a Brema. Barry approfitta dello scambio di effusioni tra i due militari per rubare l'uniforme e il cavallo di uno di loro e fuggire verso Brema con i documenti dell'ufficiale.
Dopo essere entrato nel territorio controllato dai prussiani, alleati degli inglesi, si verificano due eventi. Inizialmente Barry, alla ricerca di un luogo dove mangiare, incontra una giovane contadina che si offre di ospitarlo. I due diventano amanti e, per qualche mese, Barry rimane ad alloggiare nella sua locanda, per poi riprendere la strada per Brema. In seguito Barry incrocia sulla sua strada un gruppo di soldati prussiani. Il capitano Potzdorf, che li comanda, si presenta e si offre di accompagnarlo. Potzdorf, sospettando che sia un impostore e un disertore, lo conduce in una taverna per soldati e, cercando di farlo parlare e ostentando un atteggiamento amichevole, fa cadere il protagonista in trappola: Barry gli comunica di dover consegnare un messaggio al generale Percival Williamson, che in realtà è morto da dieci mesi. Ottenuta la prova che sta mentendo, lo fa disarmare subito dai soldati, e gli offre due alternative secche: essere tratto in arresto e riconsegnato agli inglesi, con sicura condanna a morte per diserzione, oppure arruolarsi nelle file militari prussiane. Barry è quindi costretto a scegliere la seconda.
L'addestramento nell'esercito prussiano è molto più duro che in quello inglese; Barry fatica ad ambientarsi e subisce numerose punizioni a causa della sua mancanza di disciplina. Durante una battaglia cruciale a colpi di cannone e di fucile, a cui Barry prende parte, una cannonata colpisce l'edificio in cui si trovano lui e Potzdorf, facendo crollare una trave che cade addosso al capitano, ferendolo e immobilizzandolo. Barry interviene e riesce con molta fatica a sollevare e spostare la trave, salvando così la vita al capitano. Come ricompensa, il re di Prussia Federico II lo premia con due federichi d'oro e lo zio di Potzdorf, ministro di Polizia, lo arruola nella polizia prussiana, affidandogli un incarico di secondo piano senza alcun rischio: un lavoro di spionaggio in cui deve farsi assumere come cameriere presso un raffinato giocatore d'azzardo francese, un certo Chevalier de Balibari, che in realtà è un irlandese che vive sotto copertura, motivo per cui i prussiani hanno buon motivo di sospettare che possa essere una spia per conto dell'Austria. Il compito di Barry è osservare l'uomo e fare rapporto tutti i giorni al capitano Potzdorf su quello che fa.
Durante il primo incontro con de Balibari, però, Barry non riesce a nascondergli di essere un suo compatriota e di essere stato inviato a spiarne le mosse. Lo Chevalier apprezza la sincerità di Barry, dato che anche lui vive un analogo esilio forzato, e i due diventano amici. De Balibari fa entrare Barry nel mondo del gioco d'azzardo ed egli, inventando ogni genere di trucco con la propria astuzia, aiuta il suo benefattore a vincere tutte le partite a carte con altri nobili. Barry si accorda con lo Chevalier decidendo, nei suoi rapporti al capitano Potzdorf, di riportare informazioni vere ma inutili al fine di svelare la reale identità di de Balibari. Un giorno, però, la fortuna abbandona la coppia: un principe, conosciuto alla corte del re, accusa de Balibari di aver barato al gioco. Tra i due nasce un alterco, al termine del quale il principe annuncia la sua intenzione di ricorrere a un duello. Barry riporta fedelmente l'accaduto ai suoi superiori, quindi il governo prussiano decide di far espellere lo Chevalier dal proprio territorio.
Barry e de Balibari, tuttavia, architettano un astuto piano per beffare il governo. La mattina dopo, quando due soldati prussiani si presentano davanti alla residenza del giocatore, colui che prendono in consegna è in realtà Barry, travestito in modo da somigliare allo Chevalier, e lo scortano, mentre questi ostenta un atteggiamento scandalizzato e offeso, fino al confine, mentre il vero de Balibari è in realtà espatriato tranquillamente per conto proprio durante la notte. La carriera dei due giocatori procede con un successo dietro l'altro. Barry si rende famoso, oltre che per la sua fortuna al tavolo da gioco, per la sua bravura con la spada, con cui riesce a riscuotere i debiti contratti dai suoi avversari, e per la sua bellezza, che attira diverse donne, tra cui la giovane contessa Lady Lyndon, donna bella, sofisticata e infelice, sposata con Sir Charles Reginald Lyndon, ricchissimo e molto malato, da cui ha avuto un figlio, Lord Bullingdon, il cui precettore è il reverendo Runt. A Spa, Charles Lyndon viene a conoscenza della relazione tra sua moglie e Barry ma, dopo un breve confronto con quest'ultimo, viene colpito da un infarto e muore.

### Parte II:Resoconto delle sventure e dei disastri che accaddero a Barry Lyndon
Alla morte di Sir Charles, Barry si sposa con Lady Lyndon, ma subito dopo inizia a dimostrarsi freddo e considerare il matrimonio come un successo personale. La madre di Barry va a vivere nel palazzo della coppia. Il protagonista ha dalla moglie un figlio, il piccolo Bryan Patrick Lyndon, e si attira l'inimicizia del figliastro, Lord Bullingdon, che lo ritiene un uomo rozzo e opportunista; nonostante Barry cerchi sempre di essere gentile con lui, Bullingdon si rifiuta di vedere in lui una figura paterna e dichiara fermamente che il suo vero padre sarà sempre e solo Sir Charles. Un giorno Bullingdon palesa questo suo sentimento rifiutandosi di baciare Barry; per la mancanza di rispetto Barry gli infligge sei scudisciate e gli dice che lo rifarà ogni volta che si vedrà trattare in modo simile.
Passano gli anni; Barry ha numerose amanti e lui e la moglie vivono separati. Il conflitto tra Bullingdon (attaccatissimo alla madre) e Barry si fa sempre più aspro, mentre a consolare Barry è l'amore paterno nei confronti di Bryan.
Un giorno, la madre di Barry dice chiaramente al figlio che, nonostante sia sposato con una ricca nobildonna, non ha niente intestato a sé, quindi è nullatenente, e che di conseguenza non sarà lui a ereditare la fortuna di famiglia ma il figlio primogenito, che gli è fortemente ostile; tutto ciò verrebbe evitato se Barry ottenesse un qualsiasi titolo nobiliare. Barry si getta anima e corpo nell'impresa, finanziando opere e organizzando sontuosi ricevimenti, e l'unico risultato tangibile che riesce a ottenere è partecipare a un ricevimento in cui è presente il re Giorgio III. Il colloquio tra i due è però deludente: quando il re viene informato che Barry ha reclutato a sue spese una compagnia per la guerra in America, si limita a suggerirgli di reclutarne un'altra e partire con essa per combattere.
Un giorno i due fratellastri Bryan e Bullingdon, mentre sono soli nell'aula di studio in assenza del reverendo Runt (istitutore di entrambi), iniziano a litigare per una matita e vengono alle mani. Richiamato dalle urla di Bryan, Barry entra nella sala, vede che il figlio grande sta sculacciando il piccolo e, come aveva promesso, lo punisce con sei scudisciate. Il figliastro, sconvolto, promette che la prossima volta che Barry lo toccherà, lo ucciderà.
Un giorno, durante un'esibizione musicale, dove Lady Lyndon suona il clavicembalo e il reverendo Runt il flauto accompagnati da una piccola orchestra d'archi, Bullingdon mette in atto un piano per screditare la falsa immagine di Barry, sfruttando l'amore incondizionato che esso prova per il piccolo Bryan, e annunciare l'intenzione di lasciare la casa paterna per non ritornarvi più finché vi avesse abitato il patrigno. Questo suscita le ire di Barry stesso, che non riesce a trattenersi dal saltare addosso al figliastro e picchiarlo davanti a tutti gli astanti. Dopo questo episodio, Barry perde definitivamente ogni speranza di ottenere un titolo nobiliare, mentre tutti i suoi creditori si affrettano a chiedergli il pagamento di quanto loro dovuto, gravando pesantemente sulla rendita di Lady Lyndon.
Approssimandosi la festa di compleanno di Bryan, il bambino chiede al padre di avere in regalo un cavallo (in precedenza aveva un semplice pony). Barry decide di fargli una sorpresa: gli dice che non lo accontenterà per poi acquistare un cavallo purosangue, un bellissimo puledro che non è stato ancora mai cavalcato. Nonostante abbia promesso ai genitori di non cercarlo e di non montarlo mai in assenza del padre, una mattina Bryan, di nascosto, si reca nella stalla dove lo staffiere sta addomesticando il cavallo e lo monta. Appena gli sale in groppa, l'animale si imbizzarrisce e lo disarciona, portandolo a ferirsi mortalmente al cranio.
Dopo due giorni di agonia, Bryan muore, provocando una grave perdita in famiglia. Barry inizia ad annegare il proprio dolore nell'alcol, mentre Lady Lyndon tenta il suicidio ingerendo della stricnina (che le provoca solo una grande sofferenza). La madre di Barry viene incaricata dal figlio di gestire la sua precaria condizione finanziaria e, per tagliare le spese, decide di licenziare il reverendo Runt, accusandolo, in maniera totalmente falsa e con non poca spudoratezza, di aver causato lo squilibrio mentale di Lady Lyndon. Degli eventi viene informato Lord Bullingdon; egli decide dunque di ritornare nella tenuta Lyndon e chiede soddisfazione per l'affronto subito qualche mese prima. In un pagliaio poco lontano Bullingdon e Barry si sfidano a duello con le pistole. Al primo tentativo Bullingdon, per l'emozione, esplode erroneamente il colpo, sprecandolo, mentre carica l'arma. Al proprio turno Barry rimane colpito dal terrore di Bullingdon (colto peraltro da un attacco di vomito) e, forse per compassione, spara a terra, volendo chiudere la sfida. Bullingdon invece chiede di poter esplodere il secondo colpo, con il quale la sua mano poco ferma colpisce finalmente Barry, ferendolo a una gamba. La ferita appare subito grave e l'uomo viene portato immediatamente in una locanda, dove viene chiamato un chirurgo; la pallottola ha rotto l'osso e reciso l'arteria tibiale anteriore e il rischio di un'ulteriore emorragia è troppo alto, quindi l'unica cosa sicura che si può fare per salvargli la vita è amputare la gamba sotto il ginocchio.
Qualche giorno dopo Barry, mentre è ancora convalescente, riceve la visita di Graham, l'amministratore della casa, il quale comunica che Lord Bullingdon si è dichiarato disposto a versargli un vitalizio di 500 ghinee all'anno purché Barry lasci la loro casa e l'Inghilterra. Graham fa inoltre presente a Barry che, se decidesse di rimanere in Inghilterra, finirebbe in prigione e nessun finanziatore sarebbe disposto a risanare i pesanti debiti contratti, poiché è ormai completamente screditato. Pochi giorni dopo Barry, accompagnato dalla madre, lascia l'ospedale e ritorna in Irlanda. Il narratore commenta la scena dicendo che Barry si recherà successivamente in Europa a giocare d'azzardo, senza più, però, avere la stessa fortuna di un tempo, e che non è dato conoscere il resto della sua esistenza.
Lord Bullingdon, invece, ritorna nella casa paterna e affianca la madre nell'amministrazione dei beni di famiglia. Nell'ultima scena del film, Lady Lyndon firma la cedola relativa al versamento annuale in favore di Barry sotto gli occhi del figlio, precocemente invecchiato. Sulla cedola si legge l'anno 1789.
Il film termina con l'epitaffio:

## Produzione

### Sceneggiatura

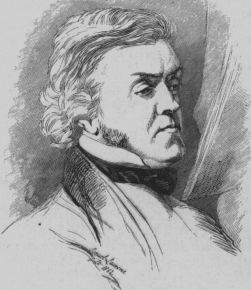
William Makepeace Thackeray

Dopo Arancia meccanica, Kubrick decise di dirigere un film a cui lavorava da tempo, Napoleon, biopic su Napoleone Bonaparte, con Jack Nicholson nel ruolo del protagonista. Dopo il flop di un film simile, Waterloo di Sergej Fëdorovič Bondarčuk, Kubrick abbandonò il progetto, ma non l'idea di realizzare un film storico. In questo periodo, gli passò sottomano il romanzo di William Makepeace Thackeray Le memorie di Barry Lyndon e decise di approfondirlo, iniziando a stendere una prima sceneggiatura.
(Stanley Kubrick)
Una prima stesura dell'opera non comprendeva molti dei dialoghi e la voce narrante era in prima persona, come nel libro dal quale il film è tratto. A questo proposito Kubrick disse:
(Stanley Kubrick)
Kubrick riferì di non avere scelto Le memorie di Barry Lyndon, tra i romanzi di Thackeray, a caso:
(Stanley Kubrick)
Il regista asserì di amare i personaggi e di aver trovato un modo per non fare perdere l'impatto del libro nel passaggio dalla carta alla pellicola.
(Stanley Kubrick)

### Cast
Il cast del film comprende Ryan O'Neal nel ruolo di Redmond Barry Lyndon (inizialmente assegnato a Robert Redford), Marisa Berenson nel ruolo di Lady Lyndon, Leon Vitali nel ruolo di Lord Bullingdon, Patrick Magee nel ruolo dello Chevalier de Balibari e Anthony Sharp nel ruolo di Lord Hallam.
Sharp e Magee avevano già collaborato con Kubrick in Arancia meccanica. In particolare, in un'intervista con Michel Ciment, il regista rivelò le sue impressioni sull'attore protagonista del film, Ryan O'Neal: «Era l'attore migliore per la parte. Aveva l'aspetto giusto ed ero sicuro che avesse più dote di quanto non ne aveva mostrato sino ad allora. Penso di averci visto giusto, data la sua performance, e non riesco ancora neanche a concepire uno che avrebbe interpretato meglio Barry. Ad esempio, nonostante siano grandi attori, Al Pacino, Jack Nicholson o Dustin Hoffman sarebbero sicuramente stati errati in quel ruolo.»

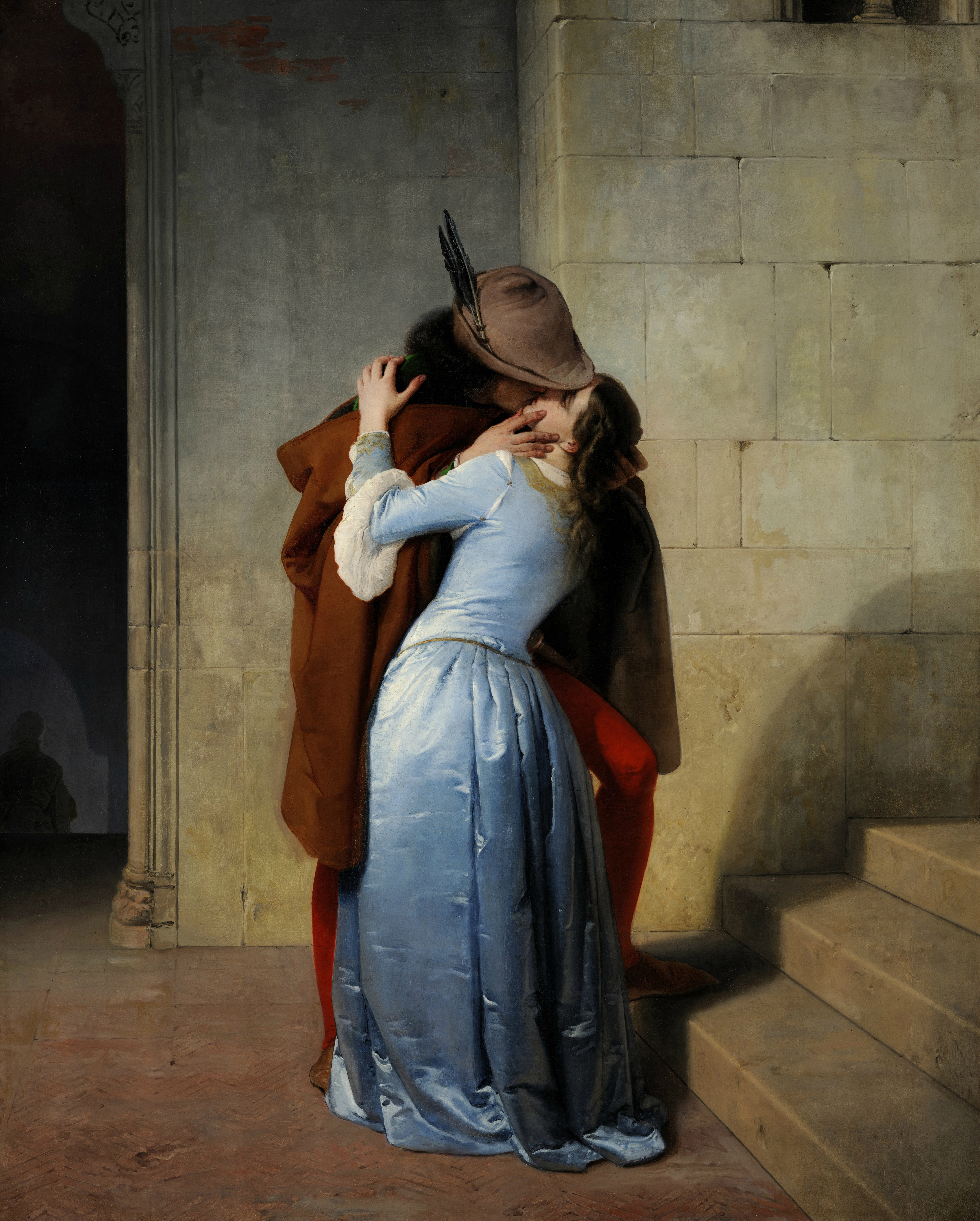
Ken Adam si ispirò al quadro di Hayez "Il bacio" per realizzare una delle scene

### Regia
Per il film, Kubrick cercò di essere quanto più realistico possibile, utilizzando sul set solamente candele o lumi a olio allo scopo di ricreare l'atmosfera tipica del XVIII secolo, nel quale non era ancora diffusa l'illuminazione elettrica. A ricreare quest'atmosfera collaborarono anche i quadri di autori come Hayez (Il bacio è riproposto in una scena d'amore tra Barry Lyndon e una sua amante), William Hogarth, Joshua Reynolds, Chardin, Antoine Watteau, Zoffany e altri, come ha rivelato lo scenografo Ken Adam.
Kubrick rivelò di non avere usato quasi nessuno storyboard, per la realizzazione del film, asserendo che sono poche le riprese provenienti da idee lampanti, aggiungendo che anzi il preparare una scena prima di essere sul set può soltanto danneggiarla: «L'ispirazione giusta viene in un momento e basta. Non c'è alcuna alchimia alle spalle, la si riconosce e ci si ispira a essa».

Il dipinto "L'imbarco per Citera" servì come ispirazione per alcune riprese esterne del film

Le riprese durarono 300 giorni, in un arco complessivo di due anni; con un budget di circa 11 milioni di dollari, iniziarono nel giugno 1973 e finirono nel settembre 1975. Per ispirare gli attori, Kubrick faceva loro ascoltare sul set le musiche che avrebbero fatto da sottofondo, nel montaggio finale, alla scena, come fece Sergio Leone con il cast di C'era una volta il West.
La pellicola venne girata alla Powerscourt Estate, una famosa tenuta del XVIII secolo nella contea di Wicklow, in Irlanda. La casa venne distrutta in un incendio diversi mesi dopo l'inizio delle riprese, nel novembre 1974; per questo motivo, il film viene considerato una sorta di documentario sull'aspetto della dimora prima della sua distruzione. Tra gli altri luoghi, il castello di Howard, in Inghilterra (in cui vennero girati gli esterni della tenuta Lyndon), il castello di Dublino, in Irlanda, dimora dello Chevalier e alcuni edifici governativi a Potsdam, vicino a Berlino.
Alcune tecniche di ripresa, come lo zoom e il grandangolo, ricollegano direttamente ad altri lavori precedenti del regista, elementi-chiave in 2001 e Arancia meccanica. Inoltre, alcuni elementi riportavano direttamente al cinema muto. Kubrick asserì: «Penso che il cinema muto avesse molte più qualità del cinema sonoro.» Poi, aggiungendo, disse: «[La scena nel terrazzo tra Lady Lyndon e Barry] è tutta molto romantica, però nello stesso tempo credo che suggerisca quell'attrazione vuota che sentono l'uno per l'altra e che scomparirà con la stessa rapidità. Prepara cioè il terreno a tutto quello che seguirà nel loro rapporto.»
Con questo film, Kubrick si aggiudicò un BAFTA al miglior regista 1976.

### Fotografia

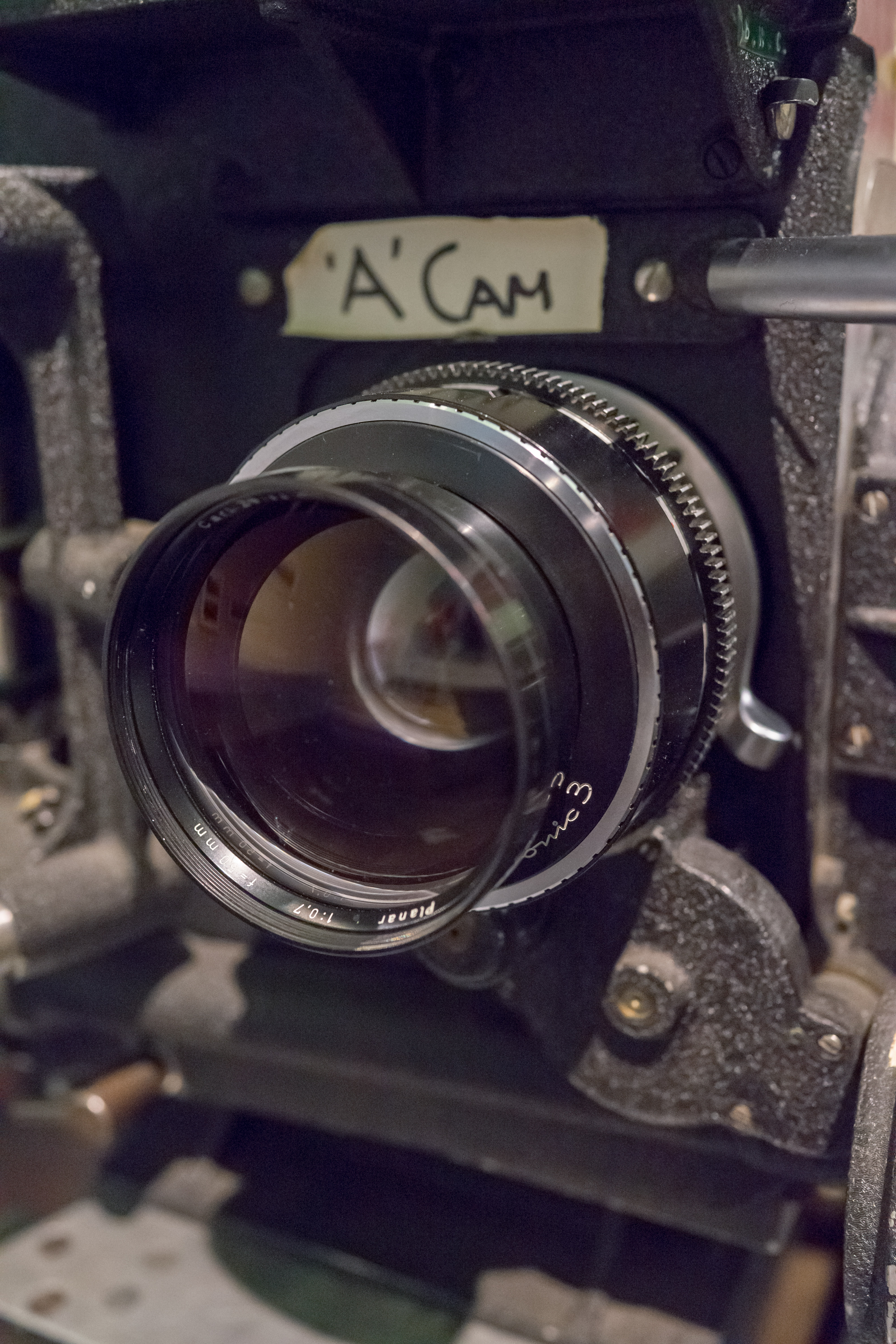
Obiettivo Zeiss Planar 50mm f/0.7 usato durante le riprese

Alla fotografia lavorarono Kubrick e John Alcott; i due avevano già lavorato insieme per 2001: Odissea nello spazio e Arancia meccanica e avrebbero continuato in Shining. Alcott venne premiato per il lavoro svolto su Barry Lyndon con un premio Oscar 1976.
L'intento di Kubrick era quello di girare il film senza alcun ausilio di luci artificiali, così da donare alla pellicola un aspetto realistico, «quello di un dipinto o un affresco». Per questo, durante la fase di pre-produzione del film, il regista cercò in maniera molto approfondita degli obiettivi molto luminosi. Il compito non fu difficilissimo per Kubrick, che aveva lavorato per diverso tempo alla rivista statunitense Look. Ed DiGiulio, presidente della Cinema Products Corp., rivela che Kubrick giunse un giorno con una proposta quasi "assurda": «Mi chiamò per chiedermi se [...] era possibile adattare per la BNC l'obiettivo Carl Zeiss Planar 50mm f/0.7 che si era appena procurato e che aveva una focale da 50 millimetri e un'apertura massima di f/0.7. Quando lessi le specifiche delle dimensioni, conclusi che sarebbe stato impossibile collegarlo alla sua BNC a causa del diametro e anche perché la parte posteriore sarebbe arrivata a soli 4 mm dal piano della pellicola.» Nonostante questo Kubrick insistette sino a quando DiGiulio non accettò di approfondire la questione.

## Colonna sonora
Per Barry Lyndon, Kubrick rinunciò ad usare brani originali come colonna sonora, preferendo autori come Vivaldi, Bach, Händel, Paisiello, Mozart e Schubert.
Molte delle tracce, nonostante siano tratte da composizioni classiche, sono state riscritte e riorchestrate da Leonard Rosenman, che collaborò con Kubrick nella scelta dei brani. Il tema di Handel è la Sarabanda dalla Suite num. 4 in re minore HWV 437 tratta da Nove suite per clavicembalo, scritta per clavicembalo e che Rosenman arrangiò per orchestra d'archi, timpani e basso continuo e, come nel caso del cruciale duello, per timpani solisti inframezzati dagli archi.
La colonna sonora comprende diversi brani composti in epoche posteriori alle vicende narrate, come quelli di Schubert (tra i quali il più famoso è l'andante con moto dal Trio n. 2 in mi bemolle maggiore per violino, violoncello e pianoforte op. 100, D. 929). Nonché, ovviamente, i brani contemporanei eseguiti da The Chieftains, composti da loro, o arrangiati da loro come l'iconico Women of Ireland (Mná na h-Éireann), che comunque risale al primo Novecento. Altrettanto significativa è la Hohenfriedberger Marsch, scritta dal re di Prussia Federico il Grande.
La cavatina Saper bramate del Barbiere di Siviglia di Paisiello viene sfruttata per due distinte scene di gioco d'azzardo. Una prima volta, senza accompagnamento vocale, nella scena in cui Barry aiuta lo Chevalier a truffare il principe di Tubingen; una seconda, con accompagnamento vocale, poche scene dopo, al tavolo da gioco di Spa in cui Barry e lo Chevalier, tenendo banco, vincono contro Lord Ludd.

### Tracce
1. Sarabanda dalla Suite n. 4 in re minore, HWV 437 (Georg Friedrich Händel) (versione per i titoli di testa) National Philharmonic Orchestra
2. Women of Ireland (Seán Ó Riada) The Chieftains
3. Piper's Maggot Jig (tradizionale) The Chieftains
4. The Sea-Maiden (tradizionale) The Chieftains
5. Tin Whistles (Seán Ó Riada) Paddy Moloney And Sean Potts
6. British Grenadiers (tradizionale) Fifes And Drums
7. Hohenfriedberger Marsch (Federico II di Prussia) Fifes And Drums
8. Lillibullero (tradizionale) Fifes And Drums
9. Women Of Ireland (Seán Ó Riada) Derek Bell
10. Marcia da Idomeneo, re di Creta, opera, K 366 (Wolfgang Amadeus Mozart) National Philharmonic Orchestra
11. Sarabanda dalla Suite n. 4 in re minore, HWV 437 (Georg Friedrich Händel) (versione per il duello) National Philharmonic Orchestra
12. Lillibullero (tradizionale) arrangiata e diretta da Leslie Pearson
13. Danza tedesca n. 1 in do maggiore D. 90 (Franz Schubert) National Philharmonic Orchestra
14. Sarabanda dalla Suite n. 4 in re minore, HWV 437 (Georg Friedrich Händel) (versione per il duello) National Philharmonic Orchestra
15. Cavatina Saper bramate dal Barbiere di Siviglia (Giovanni Paisiello) National Philharmonic Orchestra
16. Terzo movimento dal Concerto in mi minore (trascrizione della Sonata per violoncello RV 40) (Antonio Vivaldi) Pierre Fournier, Festival Strings Lucerne diretti da Rudolf Baumgartner
17. Adagio dal Concerto in do minore per due clavicembali, BWV 1060 (Johann Sebastian Bach) Karl Richter, Hedwig Bilgram, Münchener Bach-Orchester
18. Andante con moto dal Trio per pianoforte n.2 (Franz Schubert) Ralph Holmes, Moray Welsh, Anthony Goldstone
19. Sarabanda Suite n. 4 in re minore, HWV 437 (Georg Friedrich Händel) (versione per i titoli di coda) National Philharmonic Orchestra

### Edizioni

#### Album
- 1975 - Barry Lyndon (Music From The Soundtrack) (Warner Bros. Records, LP)
- 1995 - Barry Lyndon. (Music from the Academy Award Winning Soundtrack) (Warner Bros. Records, CD)

#### Singolo
- 1975 - Barry Lyndon (Warner Bros. Records, 7")

## Accoglienza
All'uscita, nel dicembre 1975, il film venne particolarmente apprezzato dalla critica per le sue atmosfere barocche, la fotografia e la scenografia. Nonostante tutto, l'accoglienza da parte del pubblico non fu delle più calorose e il critico italiano Enzo Ungari, ad esempio, nel 1976, la definì «svagata» e asserì che Barry Lyndon aveva avuto un po' ovunque degli apprezzamenti «grigiamente positivi».
Negli ultimi tempi, il film è stato rivalutato sempre in meglio, ottenendo ottime recensioni da parte di pubblico e critica. Roger Ebert, celebre critico cinematografico, l'ha inserito nella lista "Great Movies", ritenendola una delle migliori pellicole di sempre. Martin Scorsese ha definito Barry Lyndon il migliore film di Kubrick e ha ammesso che questa sceneggiatura l'ha influenzato nella realizzazione del film L'età dell'innocenza.
The Village Voice ha inserito il film di Kubrick al 46º posto nella classifica Top 250 "Best Films of the Century" del 1999. Il Time l'ha inserito tra i 100 migliori lungometraggi della storia del cinema e la BBC lo ha posto alla posizione 27 nei 100 più bei film americani di sempre. Nella lista di Sight & Sound Greatest Films of All Time, si è classificato 59º nel sondaggio dei critici e 19° nel sondaggio di famosi registi.
Brian Koller scrisse che il film è il secondo più bello di Kubrick, successivo solo al Dottor Stranamore, che cattura e fa saltare lo spettatore in un mondo sin troppo realistico. In seguito al successo del film, quantomeno sotto il punto di vista critico, negli anni successivi molti registi sfornarono una serie di film storici ambientati nel '700, che cercavano di ricreare le atmosfere realistiche; tra questi, I duellanti di Ridley Scott, in cui peraltro i duelli svolgono un ruolo fondamentale.
Registi italiani come Bernardo Bertolucci, però, sottolinearono il fatto che anche questo film, come già accadeva in 2001: Odissea nello spazio e Arancia meccanica, metteva in risalto il sentimento di amore/odio che Kubrick prova verso la civiltà umana.

## Inesattezze storiche
Nonostante la cura maniacale che Kubrick usò per i dettagli del film, come del resto per ogni altra sua regia, nel film compaiono alcuni evidenti anacronismi:
- Una cartina geografica che viene mostrata, sulla quale compare un treno a vapore, che però all'epoca ovviamente non esisteva.
- Un cane di razza Labrador retriever, che però fu allevata solo a partire da fine Ottocento e riconosciuta nel 1903.
- Gli strumenti ad arco dell'orchestra, che sono montati "alla moderna". Sono presenti i puntali di violoncello e contrabbasso, comparsi solo nel secolo successivo e affermatisi solamente nel XX secolo; inoltre, gli archetti sono anch'essi moderni.
- La voce narrante menziona un Regno del Belgio dopo la scena della morte di Sir Charles Reginald Lyndon, mentre il Belgio non è esistito come regno indipendente prima del 1830.

Vi è anche un errore necessario per motivi "tecnici": in una inquadratura panoramica sul campo di battaglia, in primissimo piano appare un fucile a retrocarica Springfield modello 1873. Questo perché al momento dello sparo, se si fosse usata un'arma dell'epoca, il fumo generato dalla polvere d'accensione avrebbe nascosto completamente la scena della battaglia.

## Riconoscimenti
- 1976 - Premio Oscar
  - Migliore fotografia a John Alcott
  - Migliore scenografia a Ken Adam, Roy Walker e Vernon Dixon
  - Migliori costumi a Ulla-Britt Soderlund e Milena Canonero
  - Miglior colonna sonora a Leonard Rosenman
  - Candidatura Miglior film a Stanley Kubrick
  - Candidatura Migliore regia a Stanley Kubrick

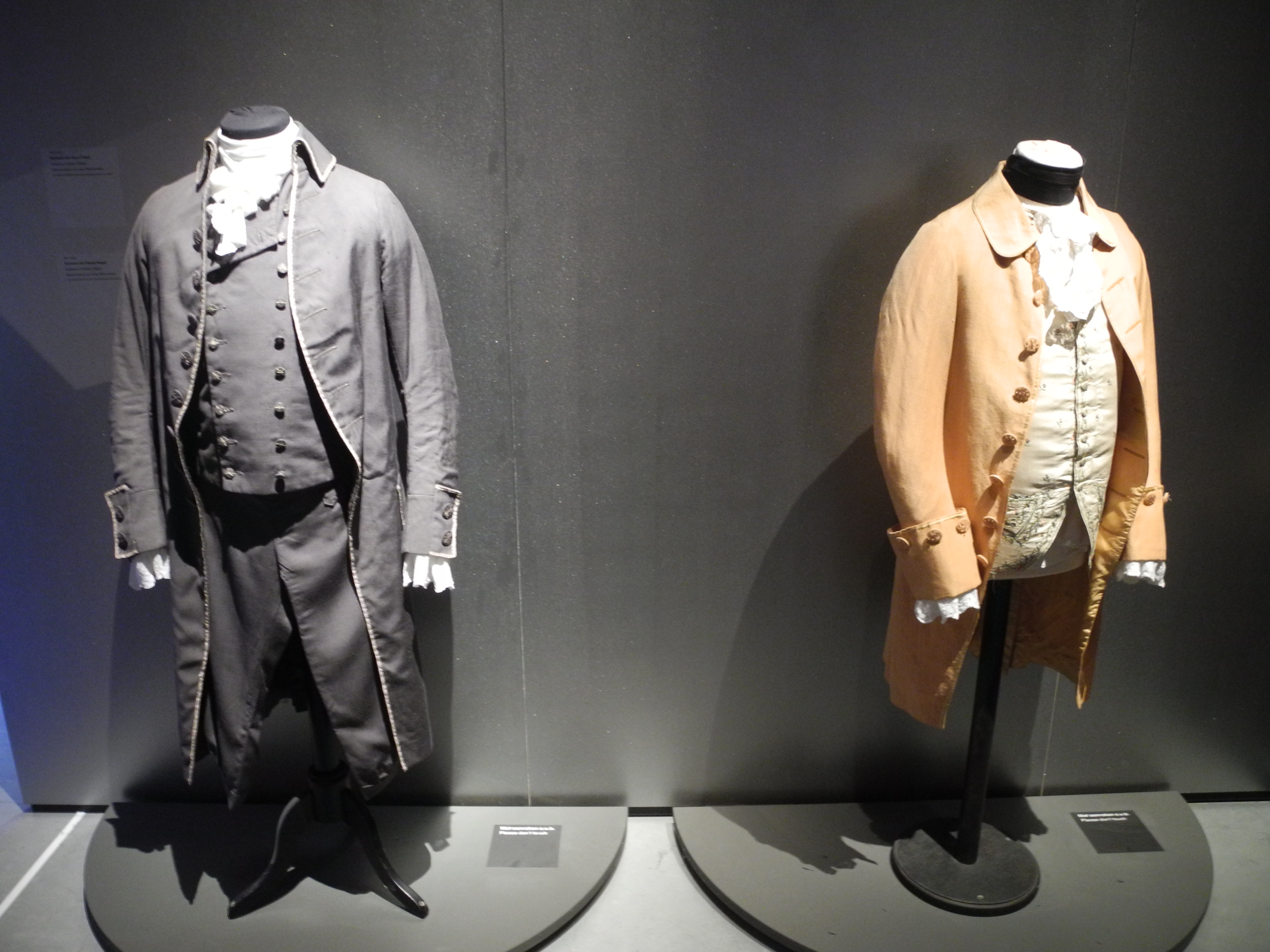
Due dei costumi indossati durante le riprese. Nel 1976 il film vinse due Premi Oscar, uno proprio per i migliori costumi, l'altro per la migliore scenografia.

  - Candidatura Migliore sceneggiatura non originale a Stanley Kubrick
- 1976 - Golden Globe
  - Candidatura Miglior film drammatico
  - Candidatura Migliore regia a Stanley Kubrick
- 1977 - Premio César
  - Candidatura Miglior film straniero a Stanley Kubrick
- 1976 - Premio BAFTA
  - Migliore regia a Stanley Kubrick
  - Migliore fotografia a John Alcott
  - Candidatura Miglior film
  - Candidatura Migliore scenografia a Ken Adam
  - Candidatura Migliori costumi a Ulla-Britt Soderlund e Milena Canonero
- 1975 - National Board of Review Award
  - Miglior film
  - Migliore regia a Stanley Kubrick
  - Migliori dieci film
- 1977 - David di Donatello
  - David Europeo a Stanley Kubrick
- 1975 - Los Angeles Film Critics Association Award
  - Migliore fotografia a John Alcott
- 1975 - British Society of Cinematographers
  - Migliore fotografia a John Alcott
- 1976 - Directors Guild of America
  - Candidatura DGA Award a Stanley Kubrick
- 1975 - National Society of Film Critics Award
  - Migliore fotografia a John Alcott
- 1977 - Sant Jordi Award
  - Miglior film straniero a Stanley Kubrick
- 1976 - Writers Guild of America
  - Candidatura WGA Award a Stanley Kubrick
- 1977 - Cinema Writers Circle Award
  - Miglior film straniero
- 1978 - Guild of German Art House Cinemas
  - Miglior film straniero a Stanley Kubrick
- 1975 - New York Film Critics Circle Award
  - Candidatura Miglior film
  - Candidatura Migliore regia a Stanley Kubrick